# Cethosia adonarensis
Cethosia adonarensis är en fjärilsart som beskrevs av Talbot 1932. Cethosia adonarensis ingår i släktet Cethosia och familjen praktfjärilar. Inga underarter finns listade i Catalogue of Life.